# Шестигранники
Шестигранник (англ. hexahedron, шестистінник, гексаед(е)р) — багатогранник з шістьма гранями.
Існує 10 топологічних типів шестигранників, з яких 3 останні існують тільки в неопуклому варіанті.
Правильний шестигранник — куб.
| Назва                   | Зображення | Вершин | Ребер | Граней | Тип граней                                  |
| ----------------------- | ---------- | ------ | ----- | ------ | ------------------------------------------- |
| Куб і подібні з ним     |            | 8      | 12    | 6      | 6 чотирикутників                            |
| Трикутна біпіраміда     |            | 5      | 9     | 6      | 6 трикутників                               |
| Тетрагональний антиклин |            | 6      | 10    | 6      | 2 чотирикутники 4 трикутники                |
| ?                       |            | 7      | 11    | 6      | 4 чотирикутники 2 трикутники                |
| П'ятикутна піраміда     |            | 6      | 10    | 6      | 1 п'ятикутник 5 трикутників                 |
| ?                       |            | 7      | 11    | 6      | 1 п'ятикутник 2 чотирикутники 3 трикутники  |
| ?                       |            | 8      | 12    | 6      | 2 п'ятикутники 2 чотирикутники 2 трикутники |
| ?                       |            | 6      | 10    | 6      | 2 чотирикутники 4 трикутники                |
| ?                       |            | 7      | 11    | 6      | 2 п'ятикутники 4 трикутники                 |
| ?                       |            | 8      | 12    | 6      | 2 шестикутники 4 трикутники                 |

## Кубовидні шестигранники
6 граней, 12 вершин, 8 кутів.
|     |                           |               |          |                            |                               |
| Куб | Прямокутний паралелепіпед | Паралелепіпед | Ромбоедр | Косий трикутний трапецоедр | Чотиригранна зрізана піраміда |